# Black pudding
Il black pudding (letteralmente pudding nero) è un tipo di sanguinaccio insaccato britannico e irlandese. Viene preparato con il sangue e lo strutto di maiale o il sego di manzo e cereali, in genere zuppa d'avena, semola od orzo. L'alta percentuale di cereali e la presenza di alcune erbe fra cui la menta poleggio, contribuisce a distinguere il black pudding dagli altri sanguinacci consumati in altre parti del mondo.
Intorno al 1450 tale pietanza fu identificata con il nome "blak podyngs" e in tutta l'Inghilterra si sono diffuse variazioni del nome fra cui "bloody pot" e "black pot", un termine che si diffonderà nel Somerset.

## Storia
Il black pudding rientra fra le tipologie di salsiccia più antiche e viene da sempre preparato usando il sangue di animali macellati fra cui maiali, vacche e pecore. Una ricetta inglese del XV secolo destinata alla nobiltà prevede anche l'uso del sangue di una focena. Secondo il dizionario scozzese Jamieson, il sangue di mucca o di pecora era alla base della preparazione dei black pudding in Scozia almeno fino al XIX secolo. In quanto prodotto del processo di macellazione, il black pudding era storicamente associato alla festa di san Martino dell'11 novembre, quando avveniva la macellazione annuale del bestiame.
Entro il diciannovesimo secolo, la produzione del black pudding era legata a città e aree note per i loro grandi mercati di carne suina come Stretford (Inghilterra), Cork (Irlanda) e il Lancashire. Nell'Ottocento i black pudding venivano generalmente omessi dai libri di ricette rivolti alle casalinghe urbane, in quanto esse non potevano permettersi di usare la carne del maiale ucciso. Nonostante ciò, il black pudding apparve nei ricettari scozzesi fino al XX secolo.
A partire dagli anni ottanta, Ramsbottom (Lancashire) ospita i campionati mondiali di lancio del Pudding. La competizione umoristica si basa sulla tradizionale rivalità fra il Lancashire e lo Yorkshire e vede i partecipanti lanciare black pudding su mucchi di Yorkshire pudding. Questo evento si svolge ogni anno a settembre e attira migliaia di concorrenti e spettatori nella città. In passato, nella cittadina di Bacup, si teneva il Bacup Food and Black Pudding Festival.

## Preparazione

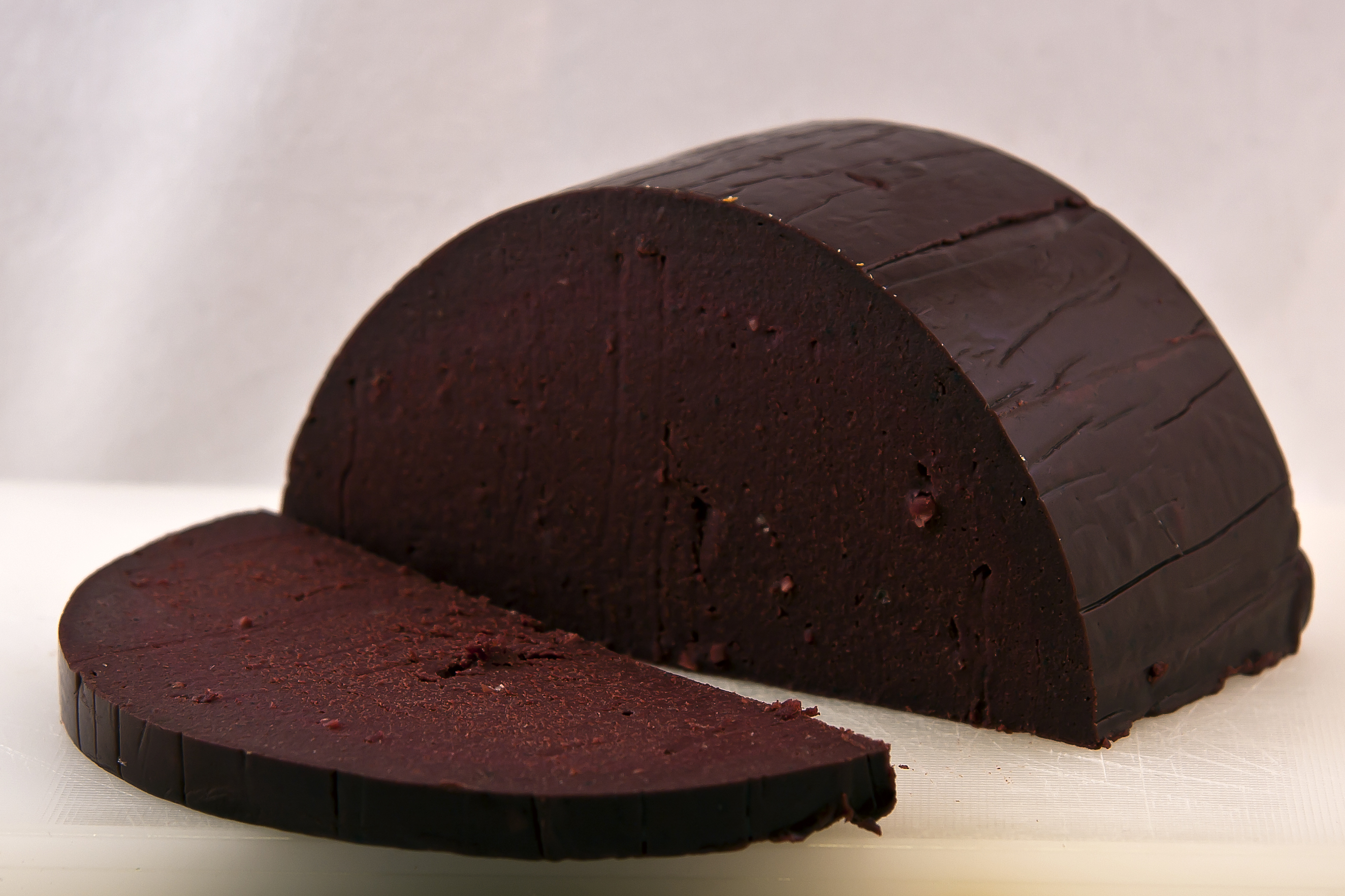
Un blodpudding: variante svedese del black pudding

Le ricette più tradizionali britanniche per la preparazione del black pudding consistono nel mescolare il sangue fresco a grasso e a fette biscottate di condimento. Quando il composto viene preparato, si riveste con un involucro e viene bollito. In passato si usavano budelli naturali di manzo, anche se i moderni budini destinati al commercio usano pelli sintetiche di cellulosa e di solito sono prodotti da sangue essiccato importato. A volte vengono utilizzati pangrattato o farina di grano oltre all'avena o all'orzo e anche la proporzione e la consistenza del grasso o della sugna possono variare. Le erbe più comuni per la preparazione del sanguinaccio britannico includono la maggiorana, il timo e la menta poleggio, che era così utilizzata nella preparazione dei black pudding nel North Riding of Yorkshire da essere definita "pudding-yerb" in tale regione. Altre erbe e spezie utilizzate a volte nei black pudding includono il cumino, la ruta e il prezzemolo.
A differenza del sanguinaccio continentale, il black pudding britannico ha una quantità relativamente limitata di ingredienti e contiene orzo o avena per addensare e assorbire il sangue. Nonostante ciò, il black pudding presenta più variazioni regionali in tutto il paese rispetto ad altre salsicce e molti macellai propongono versioni individuali della ricetta. Il sanguinaccio può essere grigliato, fritto, cotto o bollito nella sua pelle. Può anche essere consumato freddo, in quanto è cotto in produzione. In alcune parti del nord-ovest dell'Inghilterra e nel Black Country si è soliti servire un intero black pudding bollito come un pasto completo, con pane o patate, ma in altre parti del Regno Unito e dell'Irlanda si friggono o grigliano fette di black pudding che fungono come parte di una tradizionale full breakfast: una tradizione anche popolare fra gli emigrati britannici e irlandesi di tutto il mondo.
Il black pudding è una buona fonte di proteine, zinco e ferro, ed è povero di carboidrati. È stato descritto come un "superalimento" a causa di queste qualità nutrizionali, sebbene molte ricette siano anche molto salate e ad alto contenuto di grassi saturi.
In Irlanda, specialmente a Cork, viene anche preparata una variante del sanguinaccio chiamata drisheen a base di sangue bovino. In passato, questo tipo di black pudding era spesso preparato usando il sangue di pecora e veniva a volte aromatizzato con il tanaceto.

## Diffusione

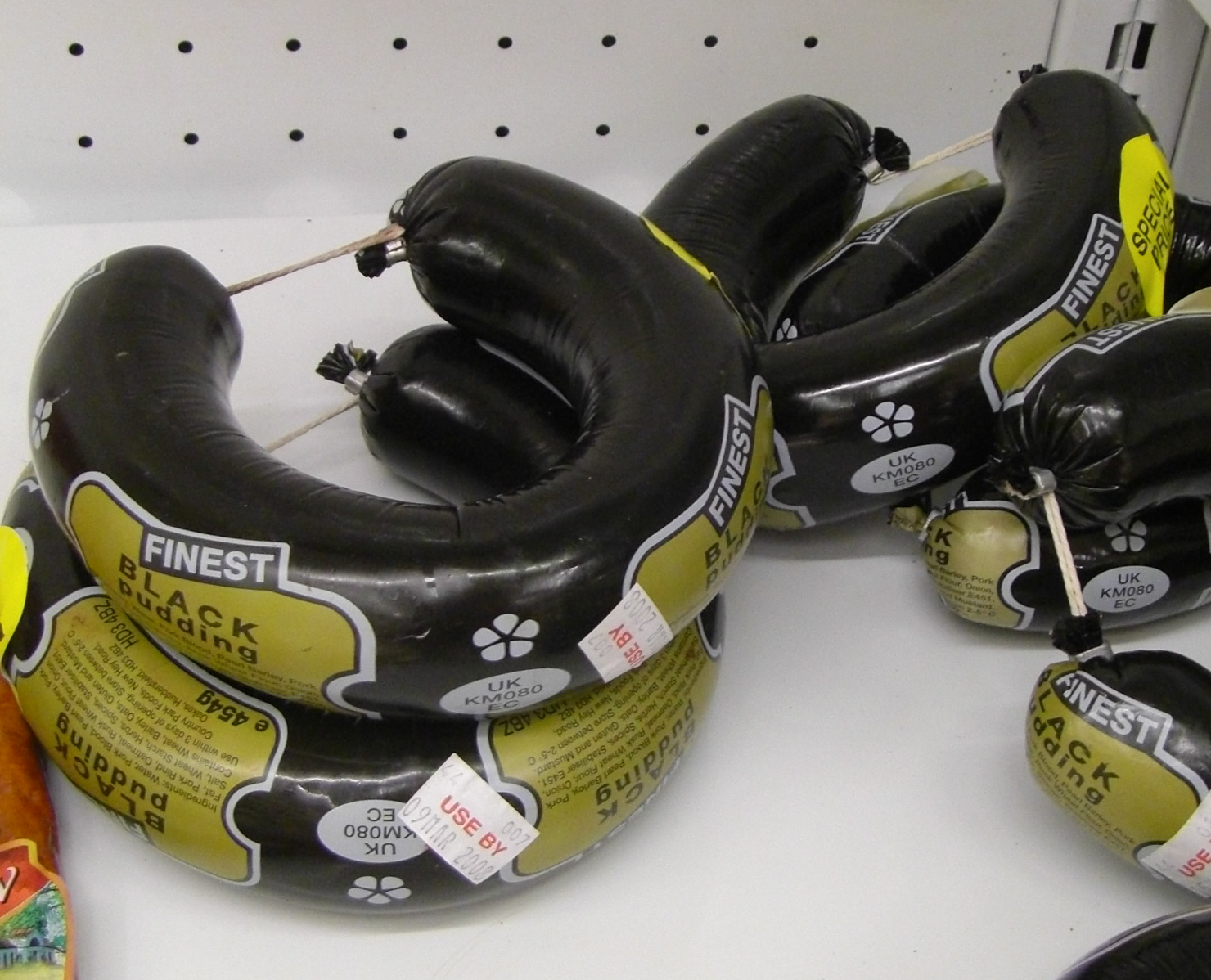
Black pudding confezionati

Nel Regno Unito, il black pudding è associato in particolare alla Black Country, le West Midlands, la Scozia e il nord ovest dell'Inghilterra: è considerato una prelibatezza specialmente a Stornoway e nel Lancashire, soprattutto in città come Bury, dove viene tradizionalmente bollito, servito con aceto di malto e consumato come cibo da strada. Il black pudding viene anche mangiato nello Yorkshire, dove viene condito con timo limone e santoreggia. Il black pudding di Stornoway, prodotto nelle Ebridi Esterne, ha ottenuto lo status di indicazione geografica protetta PGI. Sulla scia di questa designazione, i macellai di Bury hanno cercato di valorizzare la loro storia di produzione e vendita del prodotto. Una di queste rivendicazioni risale al 1810.